# José Manuel Hernando Riol
José Manuel " Manu " Hernando Riol (nascut el 19 de juliol de 1998) és un futbolista castellanolleonès que juga com a defensa central al Racing de Santander.

## Carrera de club
Nascut a Palència, Castella i Lleó, Hernando es va incorporar a La Fábrica del Reial Madrid el 2010, procedent del Club Internacional de la Amistad. Inicialment un migcampista ofensiu, es va convertir en defensa central durant la seva formació, i va signar un contracte de cinc anys el març de 2014.
Ascendit al filial per a la temporada 2017-18, Hernando va debutar com a sènior el 8 d'octubre de 2017, començant com a titular en una derrota a Segona Divisió B per 0-2 contra el Pontevedra CF. Va marcar el seu primer gol amb el Castella el 18 de novembre, marcant el primer gol en l'empat 1-1 a casa contra el CD Toledo.
Titular habitual de Santiago Solari, Hernando va passar els primers mesos de la campanya 2018-19 fora dels camps a causa d'una lesió al genoll, però encara va renovar el seu contracte fins al 2022 el 15 de novembre de 2018. El 2 de gener següent es va incorporar al Racing de Santander de Segona Divisió cedit fins al juny.
Hernando va fer el seu debut professional el 24 de gener de 2020, substituint Nico Hidalgo en una derrota per 0-1 fora de casa contra el Cádiz CF. Va marcar el seu primer gol com a professional el 7 de març, marcant el segon del seu equip en la victòria per 2-1 al CD Numància.
El 14 d'agost de 2020, Hernando va ser cedit a la SD Ponferradina de segona divisió per a la temporada. El 16 de juliol de l'any següent es va traslladar a l'estranger i va signar un contracte de dos anys amb el CD Tondela de la Primeira Liga portuguesa.
El 10 de juliol de 2023, Hernando va tornar a Espanya després de signar un contracte amb la SD Amorebieta, acabat d'ascendir a la segona divisió.